# Фольклор цыган

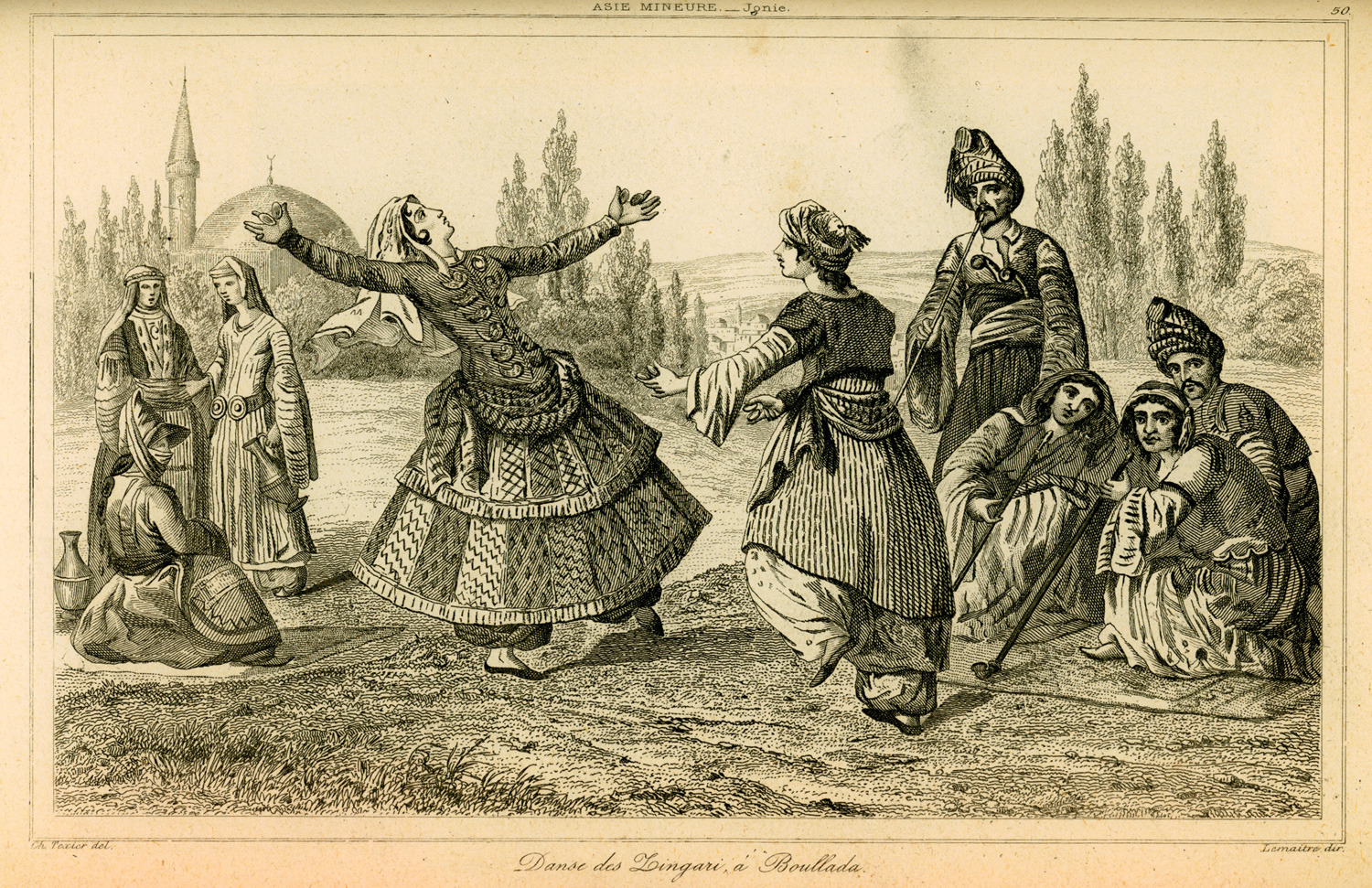
Цыгане танцуют, Малая Азия, Шарль Феликс Тексье, 1882

Фольклор цыганских этнических групп испытал влияние фольклора этнических групп, в окружении которых цыгане проживают, либо этнических групп, через территории проживания которых цыгане мигрировали в разное время своей истории. Из этого фольклора заимствованы жанры и сюжеты. Цыгане имеют богатые устные традиции.
Ряд сюжетов являются устойчивыми, повторяясь в культуре групп, проживающих на значительном расстоянии одна от другой. Большим богатством отличается фольклор цыган Балкан, Румынии и Венгрии. Так, цыгане влашской диалектной группы, проживающие на территории распространения румынского языка и фольклора, обладают развитым жанром баллады. В кэлдэрарском фольклоре в переводе на цыганский язык известен героический румынский цикл — баллады о Груе и Новаке, Корбе, мастере Маноле и др. Непосредственно цыганские сюжеты преобладают в текстах песен, реже — баллад, созданных в новейшее время. Богатством отличаются выразительные средства песенного фольклора. Песни отражают цыганский быт в прошлом. Цыганские сказки включают преимущественно заимствованные сюжеты.
Каждая группа цыган (табор, место поселения) имела своего импровизатора, владевшего искусством пересказывания старых и создания новых сказок и баллад. В конце XIX — начале XX века некоторые из рассказчиков начали записывать свои произведения. В конце XIX века около 50 оригинальных сказок и баллад записал Микулае Иванча, цыган из Ясс, капрал румынской армии. В послевоенной цыганской литературе развивается драматургия, начинают преобладать поэтические жанры (в первую очередь лирика), которые следуют старым фольклорным традициям, поскольку наиболее выразительными художественными средствами в цыганской традиционной культуре обладали песни и баллады, где возможно было проявить импровизаторские способности.
Одним из основных занятий цыган является музыка. Репертуар включает собственные таборные песни, а также песни других народов и популярные композиции из европейской профессиональной музыки XVIII—XIX веков, которые вошли в репертуар цыганских капелл, и др. Цыгане не обладают единой музыкальной культурой, однако цыганская музыка и исполнительство обладают общими чертами: гемиольные звукоряды (венгерская, или цыганская, гамма), микротоновая мелизматика и глиссандирование, гортанная подача звука. Таборная музыка характеризуется преимущественно как вокальная одноголосная, основными жанрами являются протяжные и быстрые танцевальные песни; и на те, и на другие оказал влияние фольклор окружающих народов. Ряд заимствованных песен также считаются таборными.
Цыгане являются одними из проводников распространения народных верований и обычаев, и в районах своего расселения, например, в Румынии, они являются хранителями «национальных» обычаев, танцев и других элементов традиционной культуры, которые в значительной степени исчезли из современной сельской жизни. Лэутарская музыка, исполняемая преимущественно цыганами, является важным элементом румынской традиционной музыки. Фольклор цыган Испании оказал большое влияние на формирование фламенко.
В XIX веке учёными некоторых европейских стран начинается изучение цыганского фольклора. Австрийским ученым Францем Миклошичем было собрано значительное количество текстов, сказок, песен и баллад (1872—1881). В Англии Джон Сампсон провёл исследования фольклора уэльсских цыган, опубликованные в Journal of the Gypsy Lore Society. В России сборник цыганских сказок и песен «Киселевские цыгане» (1908) был опубликован В. Н. Добровольским. С середины XX века собирание и изучение цыганского фольклора проводят учёные СССР, Франции, Югославии, Чехословакии, Венгрии, Австрии. В Молдавии в 1970 году поэт Г. В. Кантя издал сборник оригинальных и обработанных им произведений фольклора «Фолклорос романо».
О цыганском фольклоре советский филолог и индолог А. П. Баранников (1931) писал: «Воровство и вытекающие из него последствия являются богатейшей и излюбленной темой цыганской песни. В огромном количестве песен… воровство рассматривается… как занятие весьма похвальное, проявление удали и молодечества, даже героизма, и отсутствие умения воровать цыганская песня рассматривает как крупный и постыдный недостаток». В доказательство учёным приводятся четыре песни, записанные им на Украине. Приведённые Баранниковым четыре цыганских украинских песни не зафиксированы другими исследователями, и само их существование сомнительно, поскольку сэрвы (украинские цыгане) почти не имеют собственно цыганского фольклора и поют украинские народные песни. В другой работе Баранников приводит ещё 17 песен, полученных от одного и того же неизвестного информатора, некой «цыганки из Льгова». Вопреки утверждению Баранникова об огромном количестве цыганских песен, воспевающих воровство, в русско-цыганском, кэлдэрарском и ловарском фольклоре процент песен, где упоминается кража, чрезвычайно мал (10 из 302, включённых в анализ), причём тема криминала в них чаще не главная, а побочная. Фольклор восхваляет не кражу, а мену лошадей. Часто герои песен именно покупают еду, одежду, украшения, повозки и предметы обихода. Большое число фольклорных текстов посвящёно тому, что злодеи отняли последнее у цыгана. В кинофильмах могут присутствовать цыганские песни, воспевающие воровство, однако их тексты создавалась или видоизменялась для выполнения определённой творческой задачи фильма, а не являются отражением цыганской культуры. Например, текст народной песни «Бричка» для фильма «Табор уходит в небо» (1975) был переделан: вместо строки «Ай, бричка, бричка э тачанка» появилась фраза «Ай, бричка, бричка мэ чорава» («бричку украду я»). Знаменитая песня из фильма «Неуловимые мстители» (1966): «На семь замков запирай вороного — Выкраду вместе с замками…» — и вовсе не имеет отношения к цыганскому фольклору, и была написана не цыганом.